# 카이스 사이에드
카이스 사이에드(아랍어: قَيس سَعيد, 프랑스어: Kais Saied, 1958년 2월 22일~)는 튀니지의 정치인, 법학자, 은퇴한 법학 교수로 2019년 10월부터 튀니지의 대통령으로 재직하고 있다. 1995년부터 2019년까지 튀니지 헌법 협회의 회장을 역임했다.
1980년대부터 다양한 법적, 학술적 역할을 수행해 온 사이에드는 2019년 대선에 나흐다와 다른 사람들의 지지를 받는 독립적인 사회 보수주의자로 참여했다. 선거 운동이 거의 없는 포퓰리즘 정강에서 뛰면서, 사이에드는 젊은 유권자들에게 호소하려고 노력했고, 부패와 싸우겠다고 약속했고, 선거 제도를 개선하는 것을 지지했다. 2019년 10월 23일 대통령 선거에서 72.71%의 득표율로 나빌 카루이를 누르고 대통령에 취임했다.
2021년 1월, 경찰의 잔혹성, 경제적 어려움, 코로나-19 범유행과 관련하여 사이에드의 정부에 반대하는 시위가 시작되었다. 2021년 7월 25일, 사이에드는 의회를 정지시키고 히셈 메시시 총리를 해임했으며, 이로 인해 나흐다의 주요 인사들이 연루된 정치적 위기가 촉발되었다.

## 어린 시절
카이스 사이에드는 몽세프 사이에드와 자키아 벨라가 사이에서 태어난 아들이다. 사이에드에 따르면, 그의 돌아가신 아버지는 튀니지 태생의 젊은 유대인-베르베르인 무슬림인 지젤 할리미를 나치로부터 보호했다. 그의 어머니는 교육을 받았지만 가정주부이다. 그의 가족은 다소 소박하지만 지적이고 중산층이다. 그의 친삼촌인 히캄 사이에드는 튀니지 최초의 소아과 의사로 1970년대에 두 개의 결합 쌍둥이를 분리한 것으로 알려져 있다. 카이스 사이에드는 사디키 칼리지에서 중등 과정을 마쳤다.

## 직업 경력

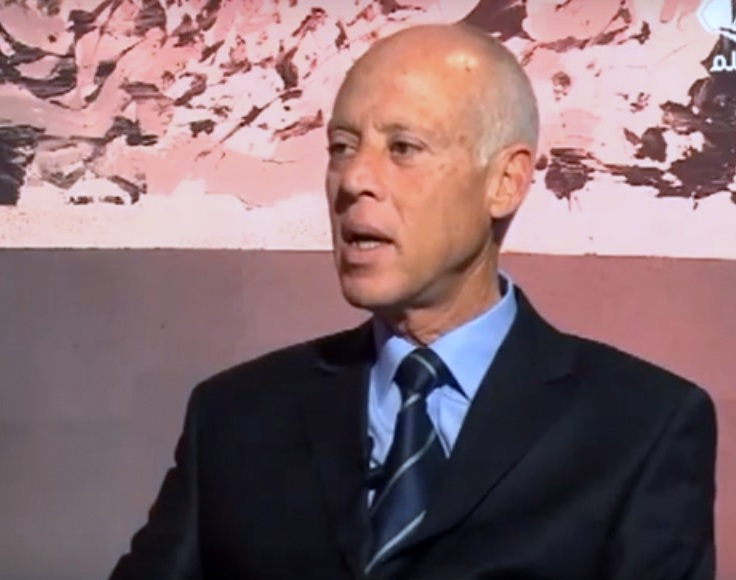
카이스 사이에드(2013년)

1990년부터 1995년까지 튀니지 헌법 협회의 사무총장을 지냈으며, 1995년부터는 부총재를 역임했다.
1994년부터 1999년까지 수스 대학교 공법학부 부장, 1999년부터 2018년까지 카르타고 대학교 튀니스 법학부, 정치학부, 사회과학부 부장, 1989년부터 1990년까지 아랍 연맹 사무총국 전문가 그룹의 일원이었다.1993년부터 1995년까지 튀니지 헌법 초안을 개정하는 데 책임이 있는 전문가 위원회의 멤버였다. 그는 또한 몇몇 위원회 학자들의 과학 평의회의 일원이기도 했다.
아랍권 여러 대학의 객원 교수로 재직하던 그는 2013년 독립선거고등판무관실 문제에 대한 법적 해결책을 찾는 것이 임무인 전문가 위원회의 일원이 되는 것을 거부했고, 2018년에 은퇴하였다.

## 정치 경력

### 정치적 상승
2013년부터 2014년까지 카이스 사이에드는 여러 정치 클럽과 모임에 참여했는데, 이 모임들은 젊은이들을 하나로 묶었다.
2016년, 무아시순 운동은 사이에드의 행동과 프로젝트를 지원하기 위해 만들어졌다.

## 대통령직
사이에드는 2019년 10월 23일 튀니지의 대통령으로 취임했다. 그는 1956년 튀니지가 프랑스로부터 독립한 후 태어난 첫 번째 대통령이다.

### 전환 및 투자

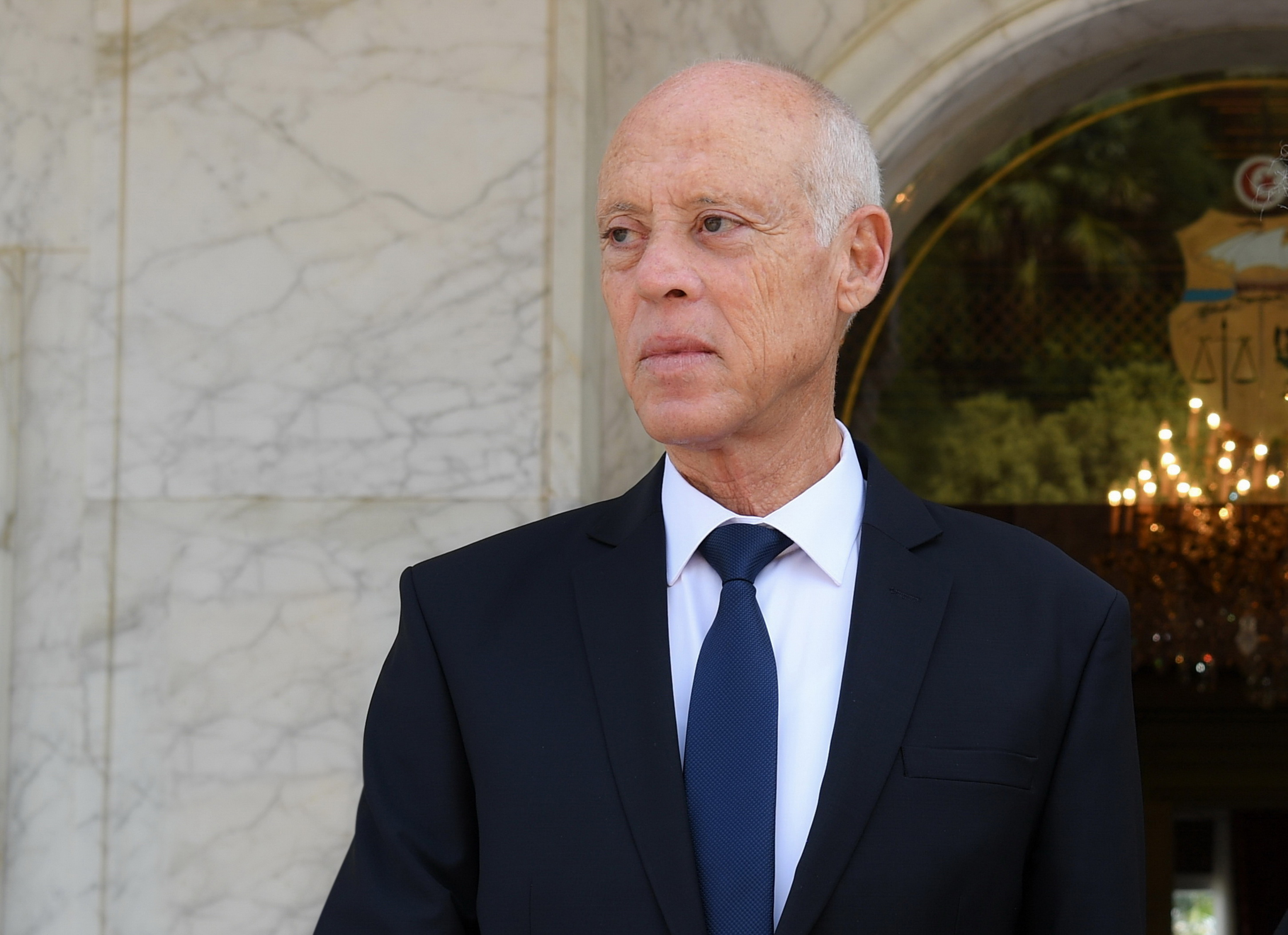
카르타고에서 카이스 사이에드(2019년 10월 23일)

대통령 선거의 결과는 10월 17일 독립선거고등판무관청에 의해 동일하게 공표되었다. 같은 날 카이스 사이에드는 그의 형 나우펠을 대통령 내각의 고문과 구성원으로 임명하였다. 인민의회 사무소는 10월 18일 회의를 열어 10월 23일 선서를 확정했다. 이 날짜는 대통령 임기 중 최대 기간인 90일에 해당한다.
10월 23일, 카르타고 대통령궁에서, 그는 튀니지 여성들의 경제적, 사회적 권리를 강화하면서 테러리즘과 그 원인에 맞서 싸울 것을 약속하는 동안, 카르타고 대통령궁에서, 임시 대통령인 모하메드 엔나세우르가 그에게 대통령 권한을 이양하는 것을 본다.

### 첫 단계
실질적인 관점에서 그는 카르타고의 대통령궁에 머무르기를 거부했고, 아리아나주에 위치한 므닐라에 있는 그의 별장을 선호했다.
10월 30일 그는 외교관 타렉 베타셰브를 대통령 내각의 수장으로, 모하메드 살라 함디 장군을 국가안보보좌관으로, 타렉 한나치를 의전 책임자로 임명했다. 압데라우프 베타셰브는 라치다 엔나이퍼 대통령의 고문으로, 나디아 아카차는 법률 업무를 담당하고 있다.

## 개인 생활
카이스 사이에드는 그녀가 수스에서 법학 학생이었을 때 만났던 판사 이크라프 셰빌과 결혼했다. 그는 세 자녀 (두 딸과 아들인 사라, 무나, 암루)의 아버지다.